# Bisbat de Rotdon
El bisbat de Rotdon és una seu titular de l'Església Catòlica, identificat amb un possible antic bisbat de Roses.
La seu titular de Rotdon es va crear el 1969 sobre la base d'una inscripció sepulcral de la ciutat siciliana de Siracusa del segle V en què consta un bisbe de Rotdon, de nom Ausenci. Atès que Roses podria haver estat seu d'un bisbat efímer durant el segle v, i que aleshores la població s'anomenava Rhode, s'ha establert la teoria que el bisbat de Rotdon corresponia al de Roses.